# Fusing

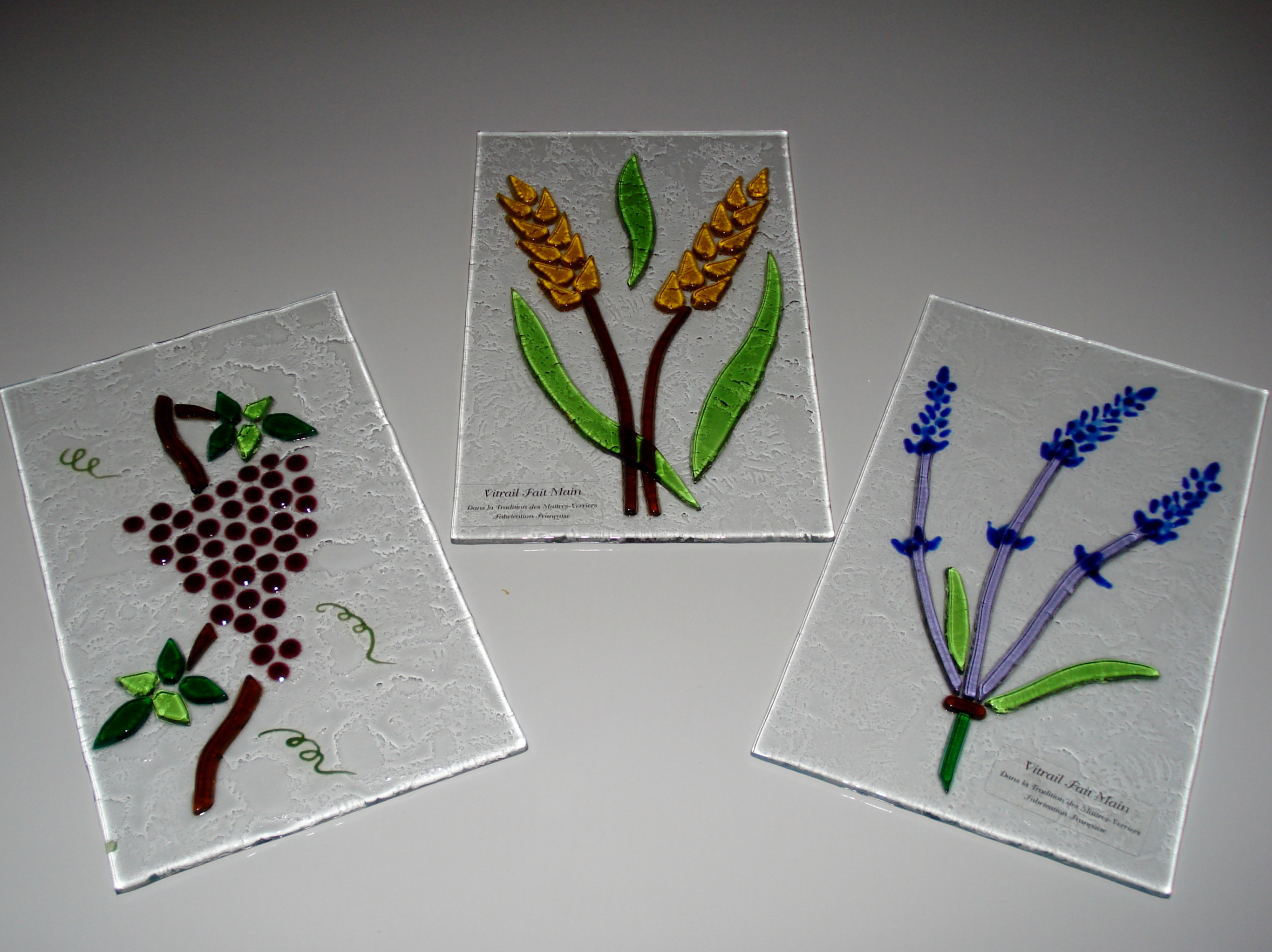
Vitrail Fusing de la gamme cuisine Lapeyre

Le fusing est une technique de verrerie qui consiste à assembler par superposition des morceaux de verre collés à froid, puis à porter l'ensemble dans un four à son point de fusion pour former une seule pièce homogène.

## Historique
Le fusing est une technique déjà utilisée il y a 3 500 ans dans la fabrication d'objets de verre ouvragés. 

Il s'agit en fait de la plus ancienne des techniques de fabrication et de travail du verre puisque « to fuse » signifie faire fondre du verre. 

La fabrication d'objets en verre dans un four était jadis longue, complexe et interdisait la réalisation d'objets de grand format. La première période de prospérité de cette technique se situe en Mésopotamie et connut son apogée pendant la culture égyptienne.
Au début de l'ère chrétienne, l'usage des verres fabriqués au four fut remplacé par le soufflage. 

Le verre travaillé au four réapparut en Europe autour de 1870.
Depuis 1980, cette technique s'est répandue aux États-Unis puis dans le monde entier. Narcissus Quagliata est l'un de nos contemporains qui utilise cette technique.

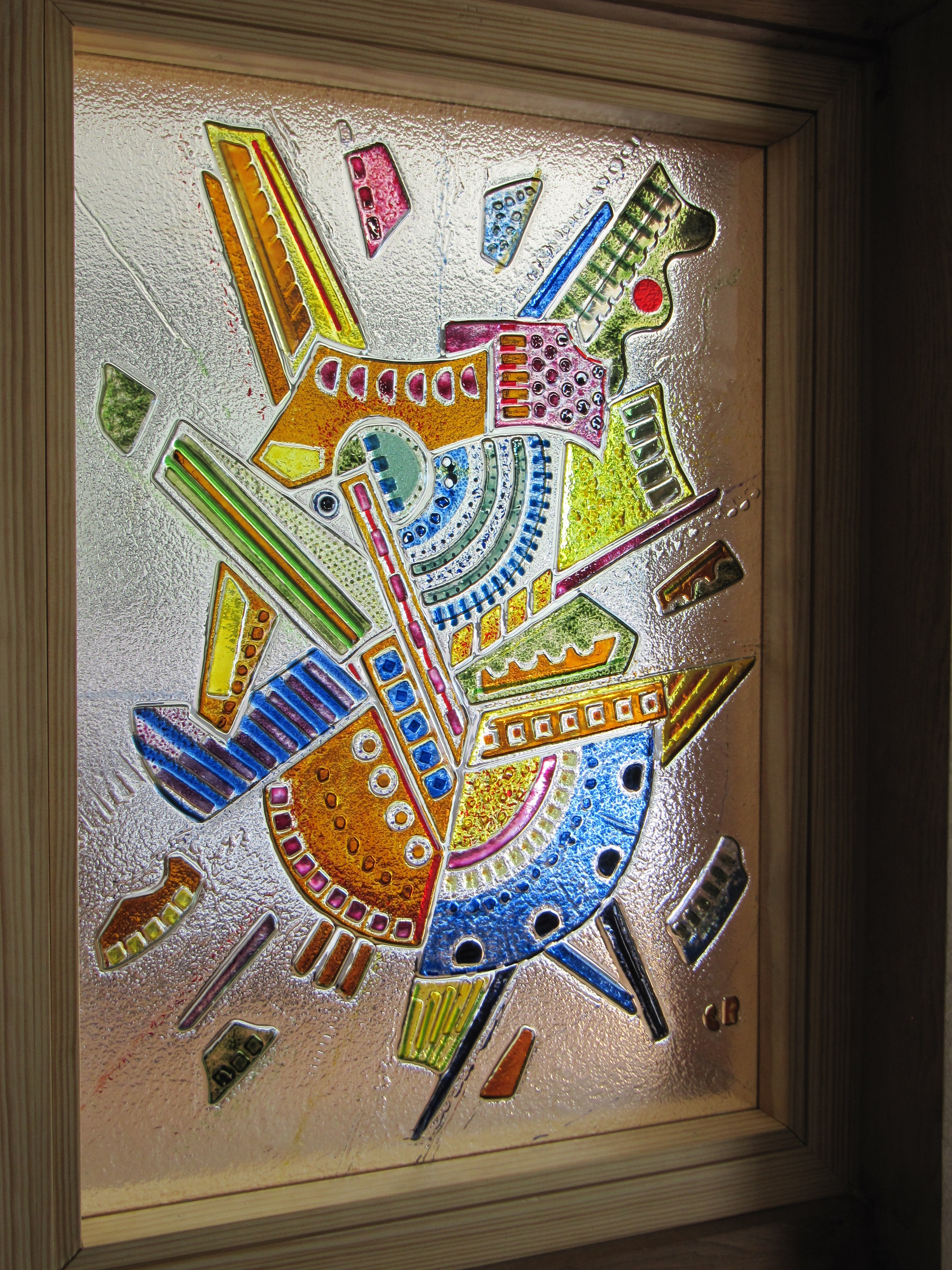
Vitrail en Fusing Roccella Carlo

## Définition: Le fusionnage ou fusing

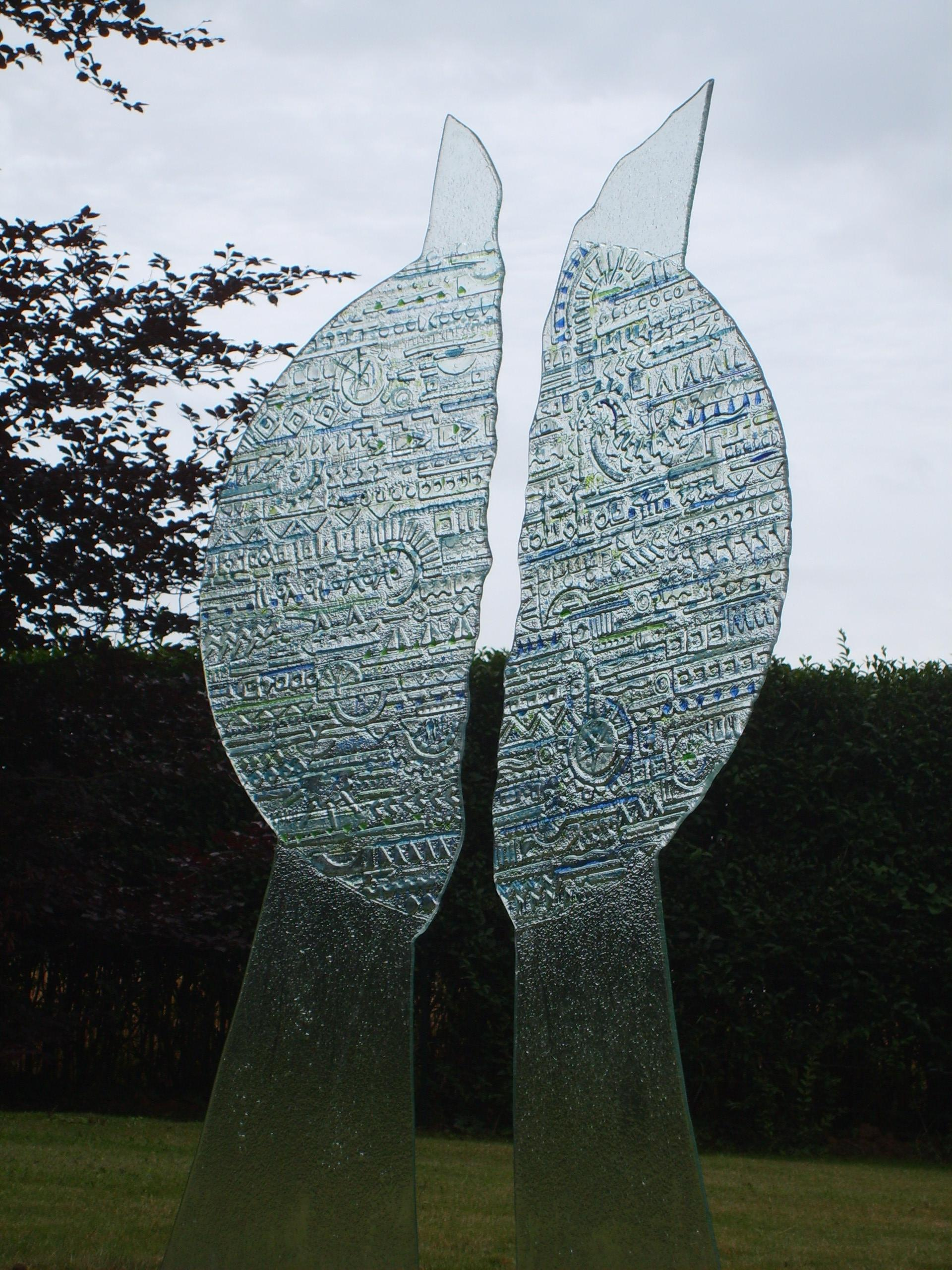
sculpture en Fusing Roccella Carlo

Les verres utilisés doivent impérativement avoir le même coefficient de dilatation. En effet, les verres ne peuvent fusionner entre eux que s'ils sont compatibles. 

La difficulté est d'éliminer les tensions moléculaires du verre pendant le refroidissement des pièces car chaque type de verre a son propre coefficient de dilatation (float glass, coefficient de dilatation entre 0 °C et 300 °C = 9.10-6 ; Verre Wasser et Bullseye, coefficient de dilatation = 90).

## Utilisation
Les applications du fusing sont diverses. Elles se retrouvent surtout dans la décoration : verre plan, bombé, thermoformé…
Un panneau décoré par fusing peut être transformé en verre feuilleté, par dépôt d'un intercalaire en résine, ou laminé sur un verre de sécurité trempé. 

Le fusing permet de réaliser des panneaux pour l'ameublement ou pour la décoration intérieure (éclairage au plafond et mural) et des objets décoratifs. À moyen terme, le fusionnage trouvera son application dans le bâtiment et l'architecture.

## Matériaux
Pour le fusing, il est indispensable d'utiliser des verres compatibles entre eux. Ces produits sont disponibles sous diverses formes telles que feuilles de verre, verre concassé de granulométrie variée, verre concassé en bloc, fil de verre et confettis.

## Conduite d'une cuisson
| Températures °C | Observations                                                                        | Effet sur le verre |
| --------------- | ----------------------------------------------------------------------------------- | ------------------ |
| 20 à 455        | La montée doit se faire en plus d'une heure                                         |                    |
| 455             | Le verre commence à perdre de sa consistance                                        |                    |
| 455 à 850       | Montée la plus rapide possible                                                      |                    |
| 540 à 650       | Début de formation                                                                  | thermoformage      |
| 650 à 710       | La masse du verre change de couleur                                                 | collage            |
| 710 à 820       | Verre très rouge, il a tendance à se dévitrifier                                    | Zone d'étirement   |
| 820 à 850       | Pic de température, selon le type de verre                                          |                    |
| 820 à 1000      | Verre incandescent                                                                  | Zone de fusion     |
| 820 à 530       | Descente la plus rapide possible                                                    |                    |
| 530             | Palier pour éviter le stress et les tensions dans le verre suivant le type de verre | Zone de recuisson  |
| 530 à 450       | Descente : double de temps du palier à 530                                          | Zone de recuisson  |
| 450             | descente selon l'inertie du four                                                    |                    |

Le temps de recuisson varie selon la grandeur de la pièce, son épaisseur et la qualité du verre:
| Épaisseur en mm | Temps de recuisson en minutes |
| --------------- | ----------------------------- |
| 3               | 30                            |
| 6               | 45                            |
| 9               | 60                            |
| 12              | 90                            |
| 15              | 520                           |
| 16              | 520                           |

Remarque : les températures de fusion des pièces en relief sont comprises entre 760° et 780°, une fusion totale intervenant entre 830° et 850°.

## La technique
Prendre une plaque de verre appelée  « base ».
Poser dessus des morceaux de verre : en plaque, concassés, fritte, fils, de différentes couleurs en fonction du motif souhaité. Les verres doivent être testés compatibles entre eux.
Sur la sole du four froid, mettre un séparateur sec (plâtre, fibre céramique, talc, ponce) de dimensions supérieures à la « base ». Placer la préparation en verre dans le four. 

Programmer le four, sortir la pièce et vérifier au polariscope qu'il ne reste plus de tensions pouvant provoquer la casse du verre. Si besoin, recommencer l'étape de recuisson pour éliminer les tensions.

## Résolution des problèmes
Le verre casse :
- Il n'y a pas assez de séparateur entre le verre et la sole du four, le verre en coulant autour de la plaque d'enfournement a créé des tensions.
- Dévitrification, la montée en température n'a pas été assez rapide ou palier trop long à 830°, ou bien la descente jusqu'à la température de recuisson a été trop lente.
- Bulles, vous avez entassé des morceaux de verre en emprisonnant de l'air en grande quantité.
- Les verres fusionnés entre eux ne sont pas compatibles, c'est-à-dire leur coefficient de dilatation est différent. Rien ne se passe à la montée en température, le verre devenant pâteux. Mais en refroidissant, quand les verres fusionnés se figent, la différence entre leurs dilatations se manifeste par une rupture plus ou moins rapide. La casse peut intervenir aussi plus tard, voire longtemps après, à l'occasion d'un choc thermique.

Film blanc à la surface du verre :
VD
La plaque d'enfournement n'était pas assez sèche avant la cuisson, la température est trop élevée pour ce genre de séparateur, le verre est trop cuit.

## Glossaire
Compatibilité : aptitude à fusionner ou à souder deux verres ou matériaux sans apparition de tensions internes (éviter la casse). La compatibilité entre deux matériaux dépend de leur coefficient de dilatation (tolérance entre deux verres 2.10 - 7). 

Le verre a des difficultés de compatibilité avec les autres matériaux (sauf avec les métaux précieux : l'or, l'argent, le platine et le cuivre). 

Recuisson : éliminer les tensions internes dans le verre. Tous les verres après cuisson sont recuits.

## Respecter le cycle thermique: tableau donné par la Verrerie de St Just
1. Montée jusqu'à 520 °C en 1 heure (2 heures pour e = 20 mm)
2. Montée de 520 °C à 830 °C à pleine puissance du four
3. Descente à 532 °C en 30 minutes
4. Maintien à 532 °C pendant T (minutes) = 50 x e divisé par 3 (e = épaisseur du verre en millimètres)
5. Descente jusqu'à 450 °C pendant le même temps
6. Refroidissement  propre à l'inertie du four

La compatibilité des verres entre eux signifie que, après fusion, on ne constate aucune amorce de rupture, ni aucune tension interne.
Au-delà du coefficient de dilatation, souvent évoqué comme facteur principal par la profession, c'est également la maîtrise de la viscosité et des tensions superficielles qui permet aux verres d'être compatibles.
Caractéristiques physiques du verre Fusing Color de St Just :
Coefficient de dilatation = 98·10-7
Point de tension = 494 °C
Point = 711 °C
Recuisson  Température	=  532 °C 
Densité	= 2,50
Épaisseur = 2 mm (+/- 0,2)